# Esymus filitarsis
Esymus filitarsis är en skalbaggsart som beskrevs av Edmund Reitter 1898. Esymus filitarsis ingår i släktet Esymus och familjen Aphodiidae. Inga underarter finns listade i Catalogue of Life.